# Cártel (organización ilícita)
Un cártel o cartel es una gran organización criminal o un conjunto de organizaciones criminales que establecen acuerdos de autoprotección, colaboración y reparto de territorios (plazas) para llevar a cabo sus actividades criminales, principalmente de narcotráfico.

## Cárteles y mafias
En la América anglosajona, Europa y Asia, llaman  "cárteles" o "carteles" a los grupos del crimen organizado originarios de los países hispanoamericanos (específicamente de México y Colombia). A los grupos criminales del resto del mundo se les denominan "mafias", destacándose en primer lugar las mafias italianas en Europa, aunque en Estados Unidos se encuentra la mafia italoestadounidense; grupos o familias criminales establecidas en Nueva York y Chicago pero que tienen su origen en la Italia de comienzos del siglo XX. Otras organizaciones criminales conocidas en Europa y Asia son: La "Bratva" o mafia rusa, La "Triada" o mafia china y Los "Yakuza" o mafia japonesa, entre otras. La denominada "mafia mexicana" es una organización establecida en Estados Unidos cuyos miembros son inmigrantes mexicanos o estadounidenses de origen mexicano, conocidos como chicano.

## Grandes cárteles
Son notables, por su importancia histórica y la influencia que tuvieron en sus respectivos países, las siguientes organizaciones denominadas cárteles:

### África[1]
- Crimen organizado de Cabo Verde[2]
- Crimen organizado de Nigeria[3]
  - Confraternidades de Nigeria[4][5]
- Crimen organizado de Marruecos[6]
- Mai-Mai[7][8]

### América del Norte

#### Canadá
- Escorpiones o alacranes rojos[9][10]
- Bacon Brothers[11][12]
- Mafia canadiense[13][14]
- Crimen organizado indocanadiense

#### Estados Unidos
- Mafia estadounidense: Comisión[15]
  - Mafia italoestadounidense: Cinco Familias[16]
- Mafia judía: Crimen organizado judeoestadounidense[17]
- Crimen organizado afroamericano[18]
- Mafia irlandesa[19]

#### México
Principales cárteles de México con sus brazos armados y escisiones:
- Cártel de Sinaloa - Activo (líderes: Joaquín Guzmán Loera, El Chapo, detenido, Ismael Zambada García El Mayo, detenido), actual líder (Iván Archivaldo Guzmán, El Chapito) prófugo.
  - Gente Nueva Salazar - Activo (líder: Crispín Salazar Zamorano, El Tío Pin) prófugo.
  - Artistas Asesinos - Disuelto (líder: Éder Ángel Martínez Reyna, El Salk) detenido.
  - Los Ántrax - Disuelto (líder: José Rodrigo Aréchiga Gamboa El Chino Ántrax) muerto.
  - Grupo Flechas - Activo (líder: Ismael Zambada Sicairos, El Mayito Flaco) prófugo.
  - Los Ninis - Activo (líder: Néstor Isidro Pérez Salas, El Nini, detenido), actual líder (Óscar Noé Medina González, El Panu) prófugo.
  - Los Rusos - Activo (líder: Juan José Ponce Félix, El Ruso) prófugo.
- Cártel de Jalisco Nueva Generación - Activo (líder: Érick Valencia Salazar, El 85) arrestado, actual líder (Nemesio Oseguera Cervantes, El Mencho) prófugo.
  - Grupo Élite - Activo (líder: Juan Carlos Valencia González, El 03) prófugo.
  - Los Cuinis - Inactivo (líder: Abigael González Valencia, El Cuini) detenido.
  - Grupo Delta - Activo (líder: Ricardo Ruiz Velasco, El Doble R) prófugo.
- Cártel del Milenio - Disuelto (líderes: Luis Valencia Valencia y Armando Valencia Cornelio) arrestados.
- Los Zetas - Disuelto (líder: Heriberto Lazcano Lazcano, El Z-3 o El Lazca) abatido, nuevo líder (José María Guizar, Z-43) capturado.
  - Los Talibanes - Disuelto (líder: Ivan Velázquez Caballero, Z-50) detenido.
  - Los Legionarios - Disuelto.
  - Los Hijos del Diablo - Disuelto.
  - Cártel del Noreste - Activo (líder, Juan Francisco Treviño) detenido, (Juan Gerardo Treviño, El Huevo), detenido, nuevo líder (Juan Cisneros Treviño) prófugo.
  - La Vieja Guardia - Disuelto (José María Guizar, Z-43) capturado.
- Cártel del Golfo - Activo (líder: Osiel Cárdenas Guillén) detenido, nuevo líder (Homero Cárdenas Guillén, El Orejón) presuntamente muerto.
  - Los Metros - Activo (líder:  Juan Manuel Loza Salinas, Comandante Toro y/o Metro 42) presuntamente muerto.
    - Grupo Tiburón - Activo.
    - Los Pitufos, Disuelto.
    - Grupo Dragón, Disuelto.
    - Los Ceros / Grupo De Apoyo Ceros M3 - Activo (líder Sergio Ortegón Silva, el Comandante Cortez o C-1) abatido, actual líder (Sergio Ortegón II, Comandante Junior o C-2) prófugo.

  - Los Ciclones o 900 - Activo (Homero Cárdenas Guillén, El Orejón) presuntamente muerto.
    - Comando X - Disuelto (líder: Mario Ramírez Treviño, el X-20) presuntamente muerto.
    - Los Kalimanes - Disuelto.
    - Los Deltas - Activo.
    - Grupo Bravo - Activo (líder: Juan Pablo Pérez García, Comandante Bravo1) prófugo.
- Cártel de Tijuana - Activo (líder: Enedina Arellano Félix, La Jefa) prófuga. Desde 2017 están aliados con el Cártel Jalisco Nueva Generación (CJNG).
  - Cártel de Oaxaca - Disuelto (líder: Pedro Díaz Parada, El Cacique de Oaxaca) detenido.
- Cártel de Juárez - Activo (líder: Amado Carrillo Fuentes, El señor de los cielos) muerto, actual líder (Juan Pablo Ledezma, JL) prófugo. Este último se alió con el Cártel Jalisco Nueva Generación (CJNG).
  - La Línea - Activo (líder: José Antonio Acosta Hernández, El Diego) arrestado, actual líder (Juan Pablo Ledezma, JL) prófugo. El grupo, junto a su líder, se alió con el CJNG.
  - Grupo Operativo Los Linces - Activo.
  - Nuevo Cártel de Juárez (N.C.D.J) -  Activo (líderes: Hijos y sobrinos de Amado Carrillo Fuentes), se alió con el CJNG.
- Cártel de Guadalajara - Disuelto (líderes: Ernesto Fonseca Carrillo, Miguel Ángel Félix Gallardo y Rafael Caro Quintero) capturados.
  - Cártel de Caborca - Activo (líder: Rafael Caro Quintero,  El Narco de Narcos) capturado, actual líder (José Gil Caro Quintero, El Pelo Chino) prófugo.
  - Cártel de Colima - Disuelto.
  - Cártel de Neza - Disuelto (líder: Delia Patricia Buendía La Ma Baker) detenida.
- Los Negros - Disuelto (líder: Édgar Valdez Villarreal, La Barbie) capturado.
- La Familia Michoacana -  Disuelto (líder: Johnny Hurtado Olascoaga El Pescado) Prófugo.
- La Nueva Familia Michoacana - Activo (líder: José Alfredo Hurtado Olascoaga El Fresa) Prófugo.
- Cartel de los Beltrán Leyva - Disuelto (líder: Héctor Beltrán Leyva El H y/o el General) arrestado, actual líder (Fausto Isidro Meza Flores, El Chapo Isidro) prófugo.
  - Guerreros Unidos - Activo (líder: Sidronio Casarrubias Salgado) capturado.
  - Los Mazatlecos o Limpia Mazatleca - Activo (líder: Fausto Isidro Meza Flores, El Chapo Isidro) prófugo.
  - La Hermandad o Cártel de los Ferrón-Carranza - Activo (líderes: Mario Julio Ferrón Carranza, El Oso, prófugo y Gabriel Dos Santos, Sansón, prófugo).
  - Cártel de la Mochomera - Activo (líderes Fausto Isidro Meza Flores, El Chapo Isidro y Alfredo Beltrán Guzmán, "El Junior", "El T7 o Tito 7") prófugos.
  - Cártel del Pacífico Sur - Disuelto (líder: Julio de Jesús Radilla Hernández, El Negro) capturado.
- Los Caballeros Templarios - Disuelto (líder: Servando Gómez Martínez La Tuta) capturado.
  - Guardia Morolense - Situación desconocida.
  - Los Troyanos - Situación desconocida.
  - Los Numerales - Situación desconocida.
- Cártel de los H3 o la Tercera hermandad - Activo (líder: Luis Alberto Torrez "Simón, El Americano y/o el H3") prófugo.
- La Resistencia - Disuelto (líder: Víctor Manuel Torres García, El Papirrín) arrestado.
- Cártel Independiente de Acapulco - Disuelto (líder: Édgar Valdez Villarreal, La Barbie) capturado.
- La Mano con Ojos - Disuelto (líder: Óscar Oswaldo García Montoya El Compayito y/o La Mano con Ojos) capturado.
- Cártel del Estado - Disuelto (líder: Ariel Corona Castillo Tayranuz) capturado.
- Cártel de Santa Rosa de Lima - Activo (líder: José Antonio Yépez Ortiz El Marro, capturado) actual líder: Luis Antonio Yépez Ortiz, El Monedas, prófugo.
- Cártel Nueva Plaza - Activo (líderes: Enrique Sánchez Martínez, El Cholo, muerto, Érick Valencia Salazar, El 85, detenido).
- Los Viagras - Activo (líder: Nicolás Sierra Santana, El Gordo) prófugo.

### América del Sur

#### Colombia
- Cartel del Amazonas - Desarticulado (líder: Evaristo Porras, Papa Doc) muerto.[20]
- Cartel de Los Nevados - Desarticulado  (líderes: Miguel Ángel Mejía Múnera, El Mellizo) capturado - (Víctor Manuel Mejía Múnera, Pablo Arauca) capturado.[21]
- Cartel de Bogotá - Desarticulado  (líder: Justo Pastor Perafán, Don Pepe) capturado -  (Luis Agustín Caicedo Velandia, Don Lucho) capturado.[22]
- Cartel de Buga - Desarticulado  (líder: Ramón Quintero) capturado.
- Cartel de Medellín - Desarticulado (líderes: Pablo Escobar, El patrón, muerto, Gonzalo Rodríguez Gacha, el mexicano, muerto. Hermanos Ochoa, Carlos Lehder).[23]
  - Oficina de Envigado - Activo (líder: Diego Fernando Murillo, Don Berna) capturado.
- Cartel de Cali - Desarticulado (líderes: Miguel Rodríguez Orejuela, El Señor) capturado - (Gilberto Rodríguez Orejuela,  El Ajedrecista) Muerto.[24]
- Cartel del Caquetá - Desarticulado (líder: Leonidas Vargas El Rey de Caquetá) muerto.
- Cartel del Norte del Valle - Desarticulado (líder: Wilber Varela) muerto.
  - Los Rastrojos - Activos (líder: Luis Enrique Calle Serna) muerto.
- Cartel de la Costa Atlántica - Desarticulado (líder: Alberto Orlandez Gamboa, El Caracol) capturado.
  - Cartel de La Guajira - Activo (líder: Hermágoras González, El Gordito González) prófugo.
- Cartel del Cauca - Desarticulado (líder: Justo Pastor Perafán, Don Pepe) capturado.
- Autodefensas Unidas de Colombia - Desarticulado (líderes: Carlos Castaño Gil, muerto; Salvatore Mancuso, Rodrigo Tovar, Jorge 40, capturados)
  - Clan del Golfo - Activo (líder: Dairo Antonio Úsuga David, Otoniel) capturado.
    - Los Caparrapos - Activo (líder: Emiliano Alcides Osorio, Caín) muerto.

  - Los Paisas - Desarticulado.
  - Águilas Negras - Activo (líder: Vicente Castaño) prófugo.
  - Los Puntilleros - Activo.
  - Ejército Revolucionario Popular Antisubversivo de Colombia - Desarticulado.
- Los Pelusos (Disidencias del EPL) - Activo (líder: Megateo) muerto.
- GDO Los Pachenca - Activo (líder: Jesús María Aguirre, Chucho Mercancía) muerto.
- Clan Gnecco Cerchar - Activo (líder: Jorge Gnecco Cerchar) muerto.
- Clan Bustamante - Activo (líder: Edgar Bustamante, Yuca) capturado.
- FARC-EP - Desarticulado - (líderes:Manuel Marulanda Vélez Tirofijo, Jorge Briceño Suarez Mono Jojoy) muertos.
  - Disidencias de las FARC-EP - Activo Primer Frente (líderes: Gentil Duarte) muerto - Segunda Marquetalia (líderes Iván Márquez) prófugo.
- ELN - Activo (líder: Nicolás Rodríguez Bautista Gabino) prófugo.

#### Venezuela
- Cártel de los Soles - Activo (Líder: Diosdado Cabello)
- Tren de Aragua - Activo (Líder: Héctor Guerrero Flores)
- Tren del Llano - Activo

### Ecuador
- Cártel de Los Reyes Magos - Desarticulado (Fue uno de los primeros grandes Cárteles a nivel nacional y de los Cárteles precursores a los futuros Cárteles en el Ecuador, su ascenso o destacamento se dio por ser la filial del Cártel de Medellín en el Ecuador y con quienes a mediados de los años 70 y 80, traficaban pasta base y cocaína tanto su líder Jorge Hugo Reyes Torres y su socio el gran capo, Pablo Escobar quien a la vez daba sus inicios en el narcotráfico y en el Ecuador una vez que conoció a su humilde y simpático socio Ecuatoriano plantearía la filial del Cártel de Medellín en el Ecuador, el nombre se debe al apellido de su líder, quien fue capturado 3 veces, en febrero de 1982 en Quito cuando transportaba cocaína camuflada en madera de un viaje desde Ipiales, pero con sobornos y artimañas fuera de la ley, se pudo librar, luego en 1988 fue detenido nuevamente y de igual manera, sobornó a un juez para su liberación, quien luego de que se asesinó a un presidente superior de la suprema corte de justicia de Quito (quien sospechaba fuertemente y muy seguro del juez y lo acusó al juez de aceptar un soborno), el juez fue apresado y condenado a 6 años de prisión y destituido de su cargo luego de que se investigó su vinculación con el narcotraficante y se comprobó el soborno, la última vez que su líder cayó ante las autoridades fue en 1992 en el operativo ciclón (el operativo antinarcóticos más grande en el país), y se lo sentenció a 16 años (la pena máxima en el país en aquel entonces), el Cártel de 'Los Reyes Magos'  obligó a la policía ecuatoriana a crear el Grupo Especial Móvil Antinarcóticos (GEMA), Reyes Torres salió en libertad en 2009 trás poco más de 16 años, y se cree que está retirado de las actividades ilícitas, pero también se cree que ha tenido un perfil más bajo, exlíder: Jorge Hugo Reyes Torres) En Libertad.
- Cártel de Los Choneros - Activo (Principal Banda o Cártel en el Ecuador, muy fuertemente aliados al Cártel de Sinaloa de México, opera en la mayoría de la Costa Ecuatoriana, originaria de la ciudad de Chone, pero con sede en la ciudad de Guayaquil, a pesar del nombre la mayoría de sus miembros son originarios de Guayaquil y de Manta, ciudades en dónde a la vez tienen su mayor control y centro de operaciones, en 2013 sus 2 últimos líderes, Jorge Luis Zambrano [+] (1981-2020) alias 'Rasquiña' o 'JL' (líder en ese momento) y Adolfo Macías Villamar alias 'Fito' (colíder y mano derecha de 'Rasquiña' en ese momento), también junto a su hermano Ronald Javier Macías Villamar alias 'Javi' y otros 15 internos de la organización, protagonizaron una increíble fuga de la Cárcel "La Roca" (ubicada en Guayaquil a poca distancia de la Penitenciaria del Litoral) y huyeron en lanchas y canoas por el Río Daule, además han sido protagonistas de diferentes amotinamientos en la Penitenciaria del Litoral y de ser los perpetradores de varios atentados en prisión y en el país, Líder: Adolfo Macías Villamar alias Fito) Prófugo.
- Cártel de Los Lagartos - Activo (Segunda Principal Banda o Cártel en el Ecuador, son fuertemente aliados al Cártel de Jalisco Nueva Generación de México, originaria de Guayaquil en dónde también es su sede principal, es considerada como la más violenta junto a Los Choneros, y a su vez también son los rivales acérrimos de Los Choneros, con quienes se disputan violentamente el control de las cárceles y el control de los territorios y control de plazas del mercado ilegal, han sido protagonistas junto a Los Choneros de brutales enfrentamientos y amotinamientos en las diferentes cárceles del país y especialmente en la Penitenciaría del Litoral, son los segundos al mando delictivo tanto en el país como en la ciudad de Guayaquil, pero se cree que han tenido un poco más de poder al mando en los barrios bajos y marginales más populares del Sur de Guayaquil como El Guasmo, El Suburbio de Guayaquil, 'La Isla Trinitaria', Las Malvinas, Fertisa, zonas en donde ya han marcado su territorio, y en donde hasta lo que se conoce, operan exclusivamente y únicamente en Guayaquil hasta el momento aunque se creen que se han expandido a otras ciudades en la costa, además se le atribuyen ser los responsables de la muerte del actor y presentador de Televisión, Efraín Ruales el 27 de Enero de 2021 al norte de Guayaquil, cerca de la avenida Juan Tanca Marengo, mientras salía de un gimnasio y al parecer premeditadamente ya le venían siguiendo su rastro, desde el 2021 al 2022 se supo que Los Lagartos tuvieron mucha mala fama y notoriedad antagónica, aunque desde el 2023 a la actualidad han tenido un perfil más bajo, Líder: Carlos Mantilla alias "Choclo") condenado a 17 años de prisión.
- Cártel de Los Tiguerones - Activo (subgrupo y principal ex brazo armado de Los Choneros en el pasado, aliado a Los Chone Killers y Los Lobos, operan en Esmeraldas y ocasionalmente en Guayaquil, se cree que son originarios de Esmeraldas, ciudad en dónde han atemorizado a sus habitantes con amenazas, vacunas o extorsiones, además de que se cree que fueron miembros de Los Tiguerones quienes el 9 de enero de 2024, en la ciudad de Guayaquil, un grupo de hombres encapuchados fuertemente armados con fusiles, pistolas, escopetas, dinamita y granadas, e ingresaron a las instalaciones del canal de televisión Tc Televisión, (ubicado en el norte de la ciudad) en plena transmisión de noticias llamada "Después de el noticiero", tomaron el canal y secuestraron a su personal y periodistas/reporteros, pidieron que les coloquen micrófonos para 'dar un mensaje' al pueblo y la sociedad ecuatoriana, abrieron fuego e hirieron a 2 periodistas y causaron terror tanto a sus trabajadores como a todos los televidentes y a los ecuatorianos, luego de estos lamentables acontecimientos el mismo día 9 de enero el presidente del Ecuador, Daniel Noboa declaró el Conflicto Armado Interno, Líder: William Alcivar Bautista alias "Comandante Willy") Prófugo.
- Cártel de Los Chone Killers - Activo (Subgrupo y segundo ex brazo armado de Los Choneros, aliado de Los Tiguerones y de Los Lobos, se sabe que opera principalmente en Durán y algunas veces en Guayaquil, Líder: Julio Martínez Alcivar alias "Negro Tulio") En prisión en espera de su juicio.

- Cártel de Los Lobos - Activo (subgrupo y tercer ex-brazo armado de Los Choneros, aliado de Los Tiguerones y de Los Chone Killers, operan principalmente en la Sierra Ecuatoriana como en Quito, Cuenca, Latacunga y en la región de la Serranía Ecuatoriana es dónde tienen el mayor control y poder al mando, aunque muy raras veces en Guayaquil, ellos se autoadjudicaron ser ellos mismos los responsables del asesinato o magnicidio de Fernando Villavicencio, candidato a la presidencia del Ecuador a tan sólo una semana para que se lleven a cabo las elecciones del 2023, (y quien además desafiaba eufóricamente a las mafias y sicarios), y también se cree que Los Lobos sobornaron o ayudaron de alguna manera en la fuga y escape de prisión de su exlíder, Fabricio Colón Pico alias 'Capitán Pico', quien se fugó el 9 de enero del 2024, el mismo día que la banda Los Tiguerones tomaron el canal TC Televisión y que el presidente del Ecuador, Daniel Noboa declaró el Conflicto Armado Interno, se fugó tan sólo una semana después de haber sido detenido y de llegar a la cárcel, sería recapturado tres meses después el 22 de abril de 2024 en Puerto Quito, Líder: Wilmer Geovanny Chavarría alias "Pipo") Prófugo.

#### Bolivia
- Cártel de Santa Ana - La Corporación - Desarticulado
- Cártel de Santa Cruz
- Cartel de Chapare

### Asia

#### Corea
- Crimen organizado de Corea del Sur
- Actividades ilícitas de Corea del Norte

#### China
- Tríadas

#### Japón
- Yakuza